# Forcadell (organista)
Forcadell (segle xvii) fou organista i compositor.
Pedrell apunta la hipòtesi de que "Fra Forcadell" va poder ser un frare agustí de l'antic convent de Barcelona, degut al fet que en algunes de les col·leccions per a orgue del S. XVII apareixen els noms de diversos organistes pertanyents a aquesta església.

## Obres
- Silenci, que dorm el meu estimat, 3V, ac, 1687, I:Bc;
- Versos per orgue, 2n to, I:Bc.